# Boris Guerassimovitch
Boris Petrovitch Guerassimovitch (en russe : Борис Петрович Герасимович), né le 19 mars 1889 à Krementchouk (Empire russe) et mort le 30 novembre 1937 à Léningrad (Union soviétique), est un astronome et un astrophysicien soviétique.

## Biographie
Guerassimovitch est né à Krementchoug (en ukrainien Krementchouk, dans l'actuelle oblast de Poltava, en Ukraine).
Élève du professeur Gustav Wilhelm Ludwig Struve à l'université de Kharkov, il reçoit en deuxième année le prix Andreï Pavlovski pour son travail de recherche sur l'aberration de la lumière. Il effectue un stage à l'observatoire de Poulkovo en 1916, sous la direction de Aristarkh Belopolski.
De 1917 à 1933, il travaille à l'observatoire de l'université de Kharkov. Il devient directeur de l'observatoire de Poulkovo en 1933, mais est arrêté et exécuté lors des Grandes Purges, dans le cadre de l'affaire de Poulkovo,. Il sera réhabilité en 1956.
Il a eu une fille, Tatiana Borissovna Guerassimovitch.

## Hommage
Le cratère Gerasimovitch sur la Lune porte son nom, ainsi que l'astéroïde (2126) Guerassimovitch.